# Emirates Towers (metropolitana di Dubai)
Emirates Towers  (in arabo أبراج الإمارات) è una stazione della linea rossa della metropolitana di Dubai. È stata inaugurata il 10 settembre 2009.